# Bernard Mohlalisi
Bernard Mohlalisi OMI (nascido em 16 de março de 1933) foi o arcebispo da Arquidiocese de Maseru, no Lesoto, de 1990 a 2009.

## Biografia
Bernard Mohlalisi nasceu em Ha 'Malijeng, Mpharane, no distrito de Hoek, em Mohale. Ingressou na Ordem dos Oblatos de Maria Imaculada (OMI) em 1955, fez sua primeira profissão em 6 de janeiro de 1956 e sua profissão perpétua três anos depois. Foi ordenado diácono em 28 de maio de 1963, e depois ordenado sacerdote pelo Arcebispo de Maseru, Emanuel 'Mabathoana OMI, em 14 de julho de 1963, na Missão Monte Carmelo, Mpharane.
O Papa João Paulo II o nomeou Arcebispo de Maseru em 11 de junho de 1990. Ele foi ordenado pelo Arcebispo Ambrose Battista De Paoli, Delegado Apostólico na África do Sul e Pró-Núncio Apostólico no Lesoto, em 7 de outubro daquele ano, no Hipódromo de Maseru; co-consagradores foram Paul Khoarai, Bispo de Leribe, e Hubert Bucher, Bispo de Belém.
De 1997 a 2002, foi presidente da Conferência dos Bispos Católicos do Lesoto.
Quando o Lesoto se tornou o primeiro país africano a lançar o programa UVCT (Aconselhamento e Teste Voluntário Universal para o VIH/SIDA) em 2004, Mohlalisi e o então primeiro-ministro "Pakalitha Mosisili, foram os dois primeiros a fazer o teste e instaram a população a segui-los.
Em 30 de junho de 2009, sua renúncia devido à idade foi aceita pelo Papa Bento XVI. Ele foi sucedido por Gerard Tlali Lerotholi, OMI, professor da Universidade Nacional do Lesoto.
Entre 2012 a 21 de setembro de 2013, foi Administrador Apostólico da Diocese de Qacha's Nek.
Faleceu em 24 de julho de 2020, aos 87 anos, e foi sepultado em 2 de agosto no interior da Catedral de Nossa Senhora das Vitórias.